# Аль-Хаким, Мухаммед Али
Мухаммед А́ли Аль-Хаки́м (араб. محمد على الحكيم‎ род. 1952) — иракский политик и дипломат, министр иностранных дел Ирака с 25 октября 2018 по 12 мая 2020 года.

## Биография
Родился в Эн-Наджафе в 1952 году. Окончил бакалавриат по педагогике и статистике университета аль-Мустансирия в Багдаде и магистратуру по науке и технологиям в Бирмингемском университете в Великобритании. Получил степень доктора в университете Южной Калифорнии.
С 3 мая 2013 по 2017 год — постоянный представитель Ирака в ООН. С 13 апреля 2017 года — исполнительный секретарь Комиссии ООН по экономическому и социальному развитию в Западной Азии.
С 25 октября 2018 по 12 мая 2020 года — министр иностранных дел Ирака.